# J. R. Romano
Joseph Robert Romano (* in Derby, Connecticut) ein US-amerikanischer Politiker und seit 2015 Vorsitzender der Republikanischen Partei von Connecticut.

## Leben
Romano wuchs in Derby, Connecticut auf und besuchte die dortige High School. Anschließend besuchte er das Trinity College in Hartford, Connecticut. Nach seinem Collegeabschluss wurde er politischer Direktor der Republikanischen Partei von Connecticut. In den Jahren 2004 und 2006 kandidierte er jeweils im 104. Wahldistrikt für einen Sitz im Repräsentantenhaus von Connecticut, unterlag jedoch beide Male der demokratischen Amtsinhaberin Linda M. Gentile.
Im Juni 2015 wurde er zum Parteivorsitzenden der Republikanischen Partei von Connecticut gewählt und setzte sich damit unter anderem gegen Senator Joe Markley durch. Der bisherige Parteivorsitzende Jerry Labriola junior hatte auf eine dritte Amtszeit verzichtet.
Romano ist lizenzierter Finanzberater. Des Weiteren war er Koordinator für Americans for Prosperity in Connecticut.